# Лобош
Лобош е село в Западна България. То се намира в община Ковачевци, област Перник.

## География
Лобош се намира на 664 м надморска височина. Разположено е изцяло в Рудина планина. Близо до селото се намира язовир Пчелина, изграден върху река Струма. Селото разполага със земеделски земи покрай река Струма и по баирите на Рудината планина.

## История
На южния склон на Рудина планина, на 700 метра от билото до 3 – 4 век е съществувало тракийско селище. То е укрепено от три страни с каменен зид, изграден от ломени камъни без спойка, запазен във височина от 2-3 реда камъни. В местността „Царско селище“ са запазени части от крепостни стени, изградени от ломен камък с хоросанова спойка. На това място до десния бряг на река Струма е съществувала късноантична и средновековна крепост, която е останала добре запазена при включването на тези земи в българската държава и е останала да действа като крепост чак до 11 – 12 век. В околносите на селото са запазени стари римски гробища.
Има поверие, че през селото преминал Крали Марко със своя кон. Конят оставил отпечатък от подковата си върху една огромна скала, голяма част от която сега се намира под водата на язовира, и се нарича Вучански камък.
В края на 14 век селото се е състояло от две махали – Лобош и Кощилявци (Белва). С течение на времето те се обединяват под едно име. На няколко километра от Лобош се намира с. Жабляно с известния женски метох в Жабленския манастир.

## Религии
В селото се изповядва източноправославно християнство.

## Обществени институции
- В село Лобош е имало две училища. Те били закрити и от тях била направена детска градина. Децата имат осигурен превоз до училища в съседните села. Детската градина функционира и карат децата от цялата община в нея.

## Културни и природни забележителности
Лобошката църква „Св. Харалампи“ е красива и се отличава от старинните къщи, които преобладават в централната част на селото. Благодарение на реставрацията църковното сияние се вижда отдалече. В самия черковен двор има още една умело реставрирана сграда – селският музей. В него има много старинни предмети. Сградата на сегашния музей е била символ на българската просвета в миналото, защото тук се е помещавало килийното училище на селото.

## Редовни събития
Всяка година на Спасов ден, както и на всяка първа събота на месец септември в селото се провежда събор. Празнува се и Сурва на 13 януари.

## Население и трудова дейност
По-голямата част от населението работи в Перник или София, но хората, които работят в селото, отглеждат крави, кози, овце и се занимават със земеделие. В селото има 3 работещи магазина. Заради голямата отдалеченост от работа, училище и медицинска помощ, хората напускат селото.
В селото е родена Славка Минева - една от най-възрстните жени в България (прибл. 109г.)
1. ↑  www.grao.bg

https://btvnovinite.bg/1743321801-109godishna_stolichanka_pazi_lichni_spomeni_za_tsar_Ferdinand.html